# Szombat
Szombat: a hét hatodik napja az ISO 8601 nemzetközi szabvány szerint. Azokban az országokban, ahol a hét a vasárnappal kezdődik, ott a hetedik.

## A név eredete
Körmendi Ferenc  tanulmánya szerint a szombat szavunk az újgörög szambato szóból származik, amely a héber sabbát-ból, (megszűnés, szünet), innen a pihenőnap szó átvétele. A héber sabbat m-betűs formáját (újgörög ill. latin közvetítéssel) számos más nyelv is átvette (francia samedi, német Samstag stb). Más vélemények szerint a szláv sobota szóból ered, és őseink egy "m" hangot szúrtak volna bele; Körmendi ezt hosszas érveléssel és számos bizonyítékkal cáfolja.

## Asztrológiában
Az asztrológiában a szombatot a Szaturnusz bolygóhoz, illetve az azt megszemélyesítő Szaturnusz, római istenhez (görög megfelelője Kronosz) kötik. [forrás?]

## A Biblia szerint
A Biblia szerint a szombat a hét hetedik napja, amely a megnyugvásról szól. Isten ezen a napon pihent meg, és hagyta abba teremtői munkáját, így ez az alkalom az embert is a megpihenésre ösztönzi a Tízparancsolat 4. pontja szerint.
A szombat két fontos bibliai dologhoz kötődik. Egyetemesen, ez a teremtés emlékünnepe, amely a Tízparancsolatba foglaltatott; másrészt a zsidóságnak emlékünnep, mert az egyiptomi fogságból való kivonulás ünnepe.
Az újszövetségi megközelítésben Jézus a szombatnak is ura. Pál apostol a leveleiben szabadságot ad a hívőknek a szombat megtartásában.

## A szombat más nyelvekben
Azokban az országokban, ahol a hét a vasárnappal kezdődik, a hét hetedik napja a szombat.
Újlatin nyelvekben
- olasz:	sabato
- spanyol: sábado
- francia: samedi
- román:	sâmbătă
- katalán: dissabte

Germán nyelvekben
- angol:	Saturday
- német:	Samstag
- holland: zaterdag
- svéd: lördag
- norvég: lørdag
- dán: lørdag

Szláv nyelvekben
- orosz:	cуббота
- bolgár: събота
- lengyel: sobota
- cseh: sobota
- szlovák: sobota
- horvát: subota